# Arocephalus sagittarius
Arocephalus sagittarius är en insektsart som beskrevs av Ribaut 1952. Arocephalus sagittarius ingår i släktet Arocephalus och familjen dvärgstritar. Inga underarter finns listade i Catalogue of Life.